# SEAT Mii
La SEAT Mii è un'autovettura superutilitaria prodotta dalla casa automobilistica spagnola SEAT dal 2011 al 2021.

## Contesto
Con la Mii, SEAT torna a proporre una city car dopo quasi un decennio di assenza da questo segmento: era infatti dal 2004, dall'uscita di produzione della Arosa, che la casa spagnola non aveva a listino un simile modello. È stata sviluppata dal gruppo Volkswagen sulla base del pianale MQB (Modular Transverse Matrix), condiviso con le "sorelle" Volkswagen up! e Škoda Citigo, e viene prodotta assieme a esse nello stabilimento del gruppo a Bratislava.
Nella intenzioni della SEAT, il nome "Mii" non ha un significato vero e proprio, a parte l'idea di identificare l'auto come qualcosa di personale, con la seconda "i" volta a dare un tocco di modernità; il nome richiama comunque molto esplicitamente i Mii, ovvero gli avatar utilizzabili nei videogiochi delle console 3DS e Wii di Nintendo.

## Caratteristiche

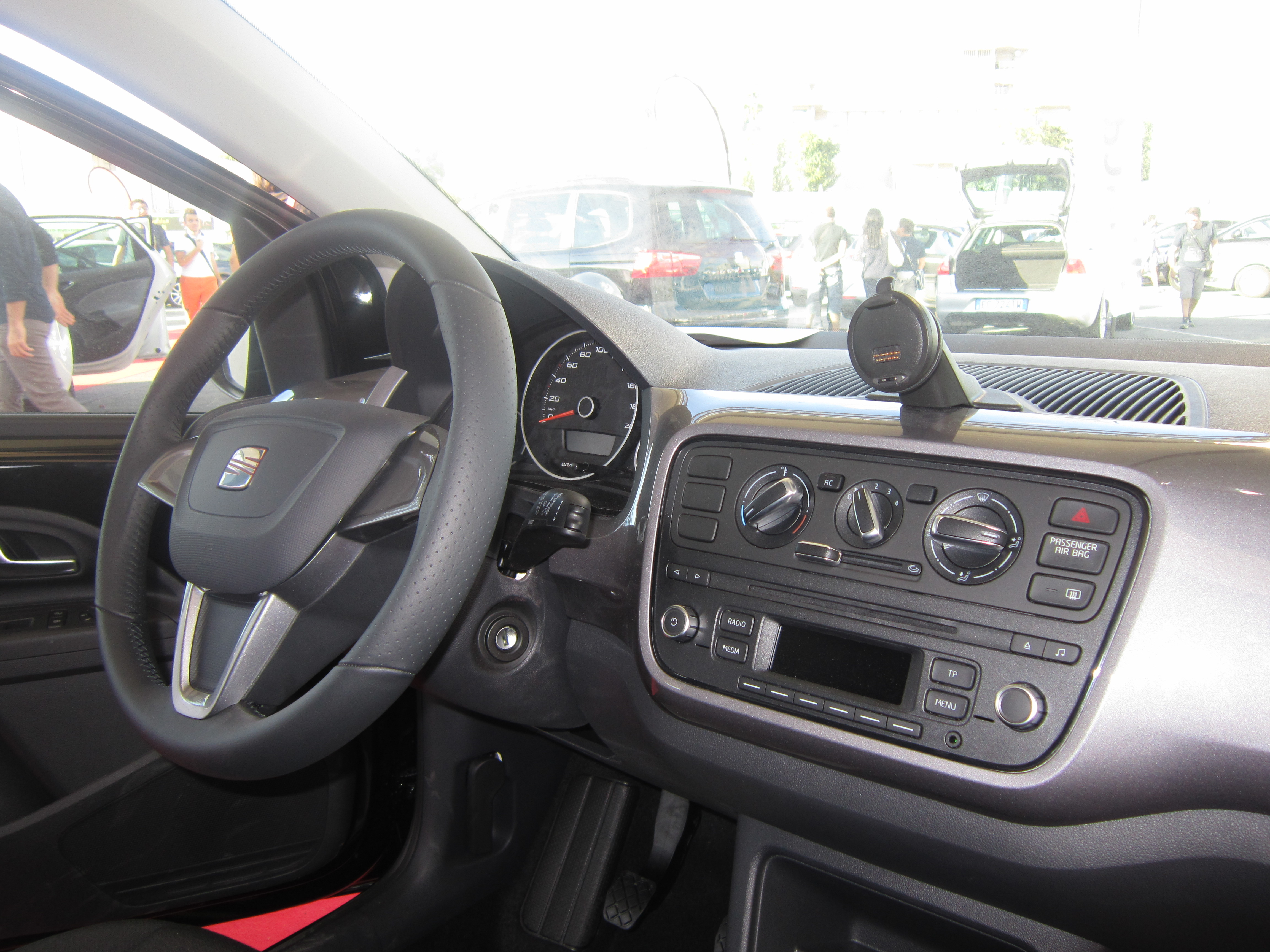
Interni e plancia

Rispetto a up! e Citigo, la Mii si differenzia adottando un design più sportivo e "latino", tipico del family-feeling della casa iberica, che dà alla vettura una linea semplice ma al contempo solida ed equilibrata, strizzando maggiormente l'occhio alla clientela giovanile. L'auto è disponibile negli allestimenti Reference, Style, Chic e Mii by Mango, a 3 o 5 porte, in questa configurazione la Mii mantiene gli ingombri della 3 porte, con le due portiere posteriori che vengono camuffate nella linea complessiva della vettura.
Nel frontale spicca la moderna calandra trapezoidale (ripresa dalla quarta serie della Ibiza), un elemento definito dal designer Alejandro Mesonero-Romanos «moderno, di forte personalità, ma non troppo vistoso». Degni di nota anche i grandi fanali che vanno a lambire i passaruota, e l'ampia presa d'aria. L'andamento della linea di cintura riprende quello della Citigo, con finestratura dritta, che ha il pregio di dare slancio alla fiancata. Il posteriore si caratterizza invece per l'adozione di una fanaleria dal particolare disegno "a freccia".
Gli interni, nonostante l'abbondante presenza di lamiere a vista, lasciano trasparire una soddisfacente qualità percepita grazie all'utilizzo di plastiche di buona fattura, che contribuiscono a creare un abitacolo ben organizzato e rifinito nei dettagli.

## Motorizzazioni
La Mii è stata prodotta dal 2011 nella versione con motore a benzina, e dal 2013 nella versione Ecofuel a doppia alimentazione metano/benzina. Dal 2020 è disponibile esclusivamente a propulsione elettrica.
| Modello       | Disponibilità       | Motore    | Cilindrata (cm³) | Potenza       | Coppia massima (Nm) | Emissioni CO2 (g/km) | 0–100 km/h (secondi) | Velocità max (km/h) | Consumo medio (km/l) |
| 1.0 MPI       | dal debutto al 2020 | Benzina   | 999              | 44 kW (60 CV) | 95                  | 105                  | 14,4                 | 160                 | 21,4                 |
| 1.0 MPI 75 CV | dal debutto al 2020 | Benzina   | 999              | 55 kW (75 CV) | 95                  | 108                  | 13,2                 | 171                 | 20,5                 |
| 1.0 Ecofuel   | dal 2013 al 2020    | Metano    | 999              | 50 kW (68 CV) | 90                  | 79                   | 16,3                 | 164                 | 31,2 km/kg           |
| Electric      | dal 2020            | Elettrico | -                | 61 kW (83 CV) | 212                 | 0                    | 12,3                 | 130                 | -                    |